# 숲전갈
숲전갈(forest scorpion)은 학명이 케르코포니우스 스쿠아마(Cercophonius squama)이며, 호주 남동부에 서식하는 전갈이다. 몸길이는 25 ~ 40 mm이다.